# Gentiana tenuicaulis
Gentiana tenuicaulis är en gentianaväxtart som beskrevs av Yong Yuan Ling. Gentiana tenuicaulis ingår i släktet gentianor, och familjen gentianaväxter. Inga underarter finns listade i Catalogue of Life.